# Indkomstfordeling
Indkomstfordelingen omhandler, hvordan et lands indkomst er fordelt på landets befolkning.
Indkomsten og dens fordeling er et vigtigt tema i økonomisk videnskab, ligesom det er en central problemstilling i mange politiske spørgsmål.

## Indkomst stammer fra produktionen
I økonomi anses al såkaldt primær indkomst eller ’’markedsindkomst’’ for at være aflønning af forskellige produktionsfaktorer (hvorfor et andet synonym er faktorindkomst). Dermed understreges produktionens rolle som kilde til al indkomst. De væsentligste produktionsfaktorer og dermed indkomstarter anses normalt for at være (aflønningen af) arbejdskraft og (afkastet af) kapital. Somme tider inddrages andre produktionsfaktorer som jord eller naturresurser, hvis specifikke aflønning kaldes henholdsvis jordrente og resurserente. Den ekstraordinære profit som kan indtjenes af en virksomheds ejere ud over det ordinære kapitalafkast hvis der ikke er fuldkommen konkurrence (f.eks. monopolprofit), kan også betragtes som en særlig indkomstart.
I et samfund hvor den offentlige sektor foretager en omfordeling af indkomsterne, vil den disponible indkomst afvige fra den primære. Disponibel indkomst er lig med primær indkomst minus betalte skatter plus modtagne offentlige indkomstoverførsler.

## Den funktionelle indkomstfordeling
Indkomstens fordeling kan beskrives ud fra forskellige vinkler. Den funktionelle indkomstfordeling beskriver fordelingen af primær indkomst mellem ejerne af de forskellige typer produktionsfaktorer. Normalt skelner man her blot mellem løn- og kapitalindkomst, hvilken sidste kategori dermed også omfatter jordrente mv. Det er omdiskuteret, om den funktionelle indkomstfordeling er stabil over tid eller kan forventes at blive påvirket væsentligt af forskellige ydre omstændigheder. Ifølge en udbredt økonomisk lærebog som Gregory Mankiws Macroeoconomics har fordelingen i typiske vestlige lande i længere tid ligget på et niveau på 70-75 % af den samlede indkomst til lønindkomst og de resterende 25-30 % til kapitalindkomst. Den franske økonom Thomas Piketty lægger omvendt i sin bog Le Capital au XXIe siècle vægt på de historiske svingninger i aflønningen til henholdsvis kapital og arbejdskraft. Han opfatter synspunktet om en stabil fordeling som forældet og henviser til en række studier siden 1990'erne, der peger på en signifikant stigning i de senere årtier i den andel af nationalindkomsten i de rige lande, der går til aflønningen af kapital.

## Indkomstfordeling for husholdninger og individer
Ved siden af den funktionelle indkomstfordeling ses der hyppigt på indkomstfordelingen for individer og/eller husholdninger opdelt efter indkomstens størrelse, f.eks. på indkomstdeciler. Denne inddeling kan illustreres ved en Lorenz-kurve eller opgøres ved Gini-koefficienten, det formodentlig bedst kendte summariske mål for uligheden i en (indkomst-)fordeling.
Da de disponible indkomster er sammensat af faktorindkomster og omfanget af skatter og offentlige overførsler, skal forklaringen på en bestemt indkomstfordeling også findes i de faktorer, der bestemmer disse størrelser. Lønindkomsten bestemmes af hver enkelt persons arbejdsindsats (kvantitativt og kvalitativt) samt af løndannelsen på arbejdsmarkedet. Kapitalindkomsten bestemmes tilsvarende af størrelsen af den enkelte persons kapitalbeholdning og det afkast (f.eks. i form af renter eller aktieudbytte), den giver anledning til. Forhold som uddannelsesniveau, lønstruktur på arbejdsmarkedet, skatte- og overførselssystem, graden af åbenhed over for omverdenen og den relative knaphed på de pågældende produktionsfaktorer vil alle være medbestemmende for indkomstens størrelse og dermed fordelingen. For den enkelte person vil både evner, arv, held, arbejdsindsats, økonomisk politik og præferencer spille en rolle for indkomstens størrelse.

## Internationale opgørelser af indkomstfordelingen
OECD offentliggør årligt i sin OECD Factbook forskellige mål for uligheden i indkomstfordelingen i de enkelte medlemslande. Data leveres af OECD’s forskellige nationale eksperter ud fra fælles metode og definitioner. I Factbook 2013 er det seneste opgørelsesår 2006-08, afhængigt af landet.
Verdensbanken offentliggør også på sin hjemmeside data for såvel Gini-koefficienten som andre indkomstmål. Her er især data fra en række udviklingslande, mens vestlige lande ofte kun optræder med meget gamle data. FN’s udviklingsorganisation UNDP anvender Verdensbankens tal for ginikoefficienten i sine offentliggørelser.
Eurostat offentliggør forskellige mål for indkomstfordelingen i EU's medlemslande. Her er seneste data fra 2011 fra mange lande. Eurostat offentliggør også tal for Gini-koefficienten for disponibel indkomst, hvor seneste tal p.t. er 2012. Her havde Danmark en Gini-koefficient på 28,1 – en stigning fra 22 i 2001.

## Danske opgørelser af indkomstfordelingen
I Danmark laver forskellige institutioner jævnlige opgørelser af udviklingen i indkomstfordelingen. Det gælder således regeringen, de økonomiske vismænd og Arbejderbevægelsens Erhvervsråd (AE).
Regeringens opgørelser offentliggøres ikke mindst i publikationen Fordeling og incitamenter, der kommer med uregelmæssige mellemrum – i det 21. århundrede er den således udkommet i 2002, 2004 og 2013.
Vismændene laver normalt hvert femte år en undersøgelse af udviklingen i livsindkomster på forskellig vis. Deres seneste undersøgelse er foretaget i 2011.
AE offentliggør jævnligt analyser og kommentarer til indkomstfordelingen, blandt andet i rådets årbog Fordeling og levevilkår. I Fordeling og levevilkår 2013 blev gini-koefficienten for den danske befolkning i 2011 angivet til at være 26,8.

## Tendens til en mere ulige indkomstfordeling
De sidste 20 år er indkomstfordelingen generelt blevet mere ulige i de fleste vestlige lande. Hyppigt nævnte årsager hertil er globaliseringen, den teknologiske udvikling og den økonomiske politik, som de forskellige lande fører. Økonomen Thomas Piketty har i sine analyser af kapitalens og formuernes udvikling påpeget, at stigningen i kapitalindkomster også har spillet en rolle og kan forventes at blive endnu vigtigere i fremtiden. Han forventer, at formueforhold og ikke mindst arvede formuer vil komme til at spille en større rolle i samfundsøkonomien som følge af et fald i den økonomiske vækst.
Også i Danmark er uligheden målt på disponibel indkomst steget, og endda kraftigere end i andre EU-lande. Mens Danmark i 2001 havde den allerlaveste Gini-koefficient (på 22) blandt de medtagne lande, var den i 2012 steget til 28,1. Dermed havde Danmark den tiendemest lige indkomstfordeling af de 24 EU-lande, der indgik i undersøgelsen i 2012. Finland, Sverige, Holland, Luxembourg, Tjekkiet, Slovakiet, Ungarn, Malta og Slovenien havde en lavere Gini-koefficient i 2012.